# 平格拉普環礁

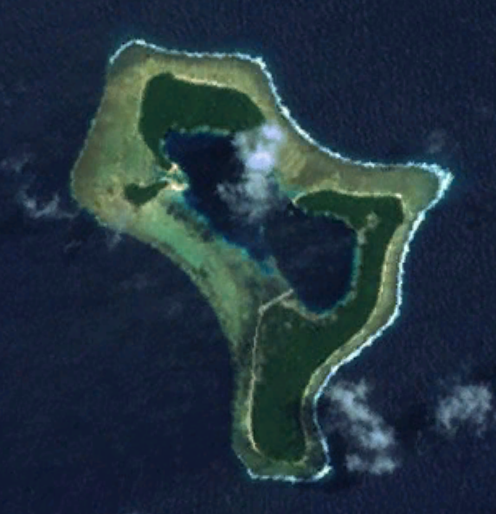

平格拉普環礁是西太平洋島國密克羅尼西亞聯邦的環礁，屬於加羅林群島的一部分。其由3個島嶼組成，土地面積1.75平方公里，潟湖面積1.20平方公里，2000年人口438。
島上擁有極高比例的全色盲患者，目前全色盲者約佔全島人口十二分之一，全色盲帶因者則約佔三分之一。
6°13′5″N 160°42′10″E / 6.21806°N 160.70278°E